# تاریخ استرالیا
تاریخ استرالیا (به انگلیسی: History of Australia) دربردارنده تاریخ بومیان استرالیا و مهاجرانی است که بعدها به این قاره مهاجرت کردند. باور عمومی بر این است که بومیان استرالیا نخستین بار از طریق دریای جنوب خاور آسیا بین ۷۰٬۰۰۰ تا ۴۰٬۰۰۰ سال پیش به سرزمین‌های اصلی استرالیا پا نهادند. سنت‌های هنری، و موسیقی بازمانده از آن‌ها در میان قدیمی‌ترین‌های تمدن بشری قرار دارد. نخستین اروپایی شناخته شده که پا به استرالیا گذاشت ویلم جانسون هلندی بود که در ۱۶۰۶ میلادی به استرالیا رسید.

تقسیمات کشوری استرالیا از هنگام برپایی نخستین مستعمره نیو ساوث ویلز در ۱۷۸۸ (میلادی)

## بومیان جزیره استرالیا و جزیره‌نشینان تنگه تورس
نخستین ساکنان استرالیا بومیان جزیره استرالیا و جزیره‌نشینان تنگه تورس هستند که کهن‌ترین فرهنگ و سنت‌های پیوسته در جهان را دارند.
شواهد باستان‌شناسی نشان می‌دهند که بومیان استرالیا بین ۶۵٬۰۰۰ تا ۴۰٬۰۰۰ سال پیش به این سرزمین وارد شدند. اگرچه خود بومیان بر پایه داستان خلقت خود، باور دارند که آنها مرکز پیدایش سرزمین استرالیا هستند و داستان خلقت آنها با آغاز زمان، آغاز می‌شود.
بومیان جزیره استرالیا و جزیره‌نشینان تنگه تورس، سنت و باورهای کهنی دارند که هنوز راهنمای آنها هستند. آنها پیوند عمیقی با زمینی دارند که در داستان‌ها، هنر، و رقص‌هایشان به آن اشاره شده‌است.

### زبان‌ها
پیش از ورود بریتانیایی‌ها بومیان جزیره استرالیا و جزیره‌نشینان تنگه تورس به بیش از ۷۰۰ زبان و گویش گوناگون حرف می‌زدند. امروز بیش از ۱۰۰ زبان از این زبان‌ها استفاده می‌شوند اگرچه نسل جوان بومی، تنها به کمتر از ۲۰ زبان بومی صحبت می‌کنند. تاریخ شفاهی فرهنگ بومی، بسیار مهم است زیرا بیانگر سرگذشت مردم و سرزمین است.

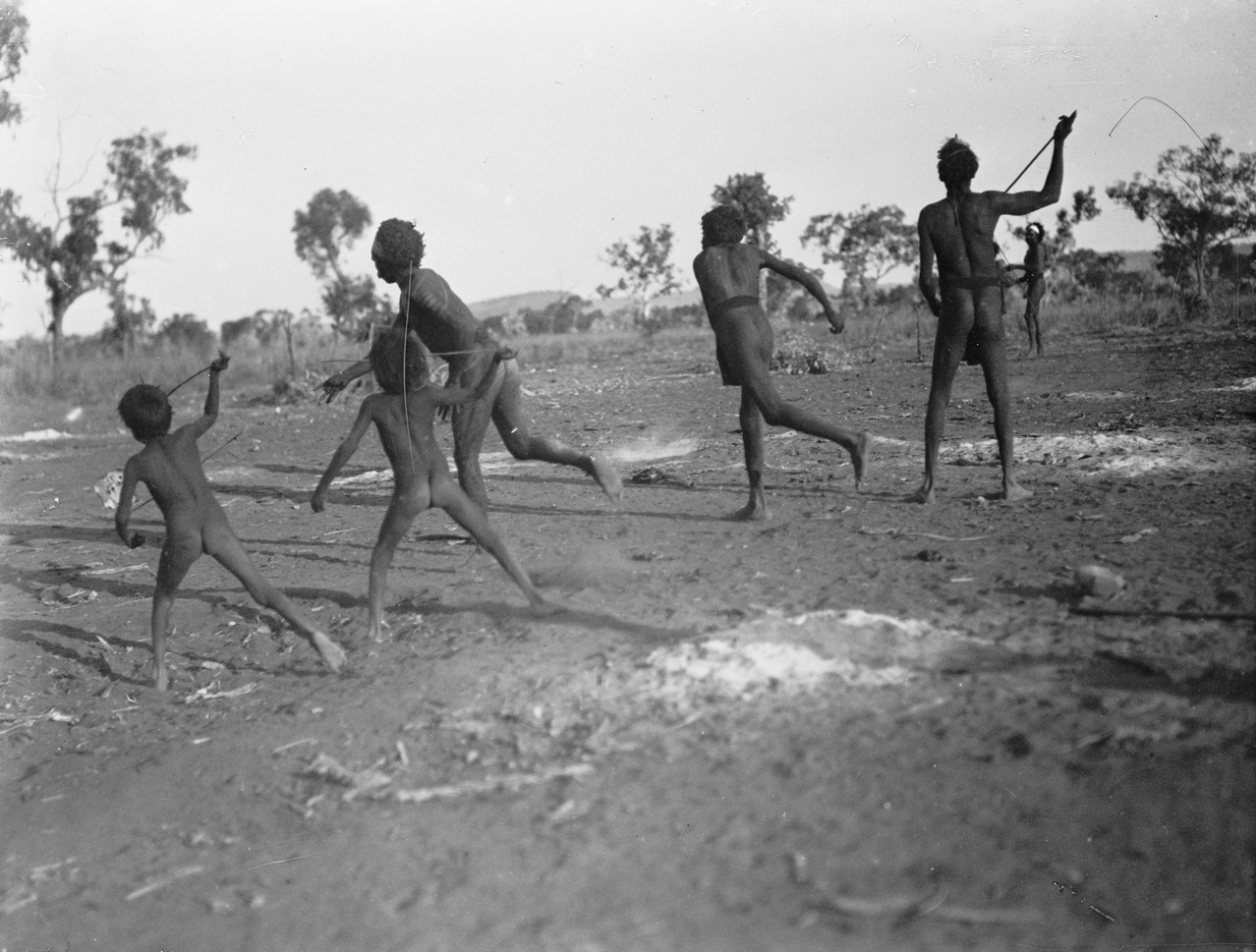
بومیان جزیره استرالیا در حال بازی گُری

### رویاپردازی
واژه Dreaming (یه معنی "رویاپردازی") واژه‌ای غربی است که بیشتر برای تعریف مجموعه‌ای از دانش، ایمان، و عملی استفاده می‌شود که زندگی بومیان را هدایت می‌کند.
والدین و افراد پیرتر، داستان‌های رویاپردازانه را برای نسل جوان تعریف می‌کنند. این داستان‌ها به کودکان می‌آموزند که چگونه سرزمین آنها شکل گرفت و آن مردم در آن سرزمین، ساکن شدند. این داستان‌ها همچنین درس‌های عملی ارزشمندی به کودکان می‌دهند مانند اینکه در بوته‌زار، کجا دنبال غذا بگردند.
داستان‌های رویاپردازانه با موسیقی، ترانه، و رقص بیان می‌شوند. هنگامیکه بومیان جزیره استرالیا و جزیره‌نشینان تنگه تورس می‌رقصند و می‌خوانند احساس نزدیکی عمیقی با نیاکان خود می‌کنند.
اَشکال اصلی هنر بومی استرالیا، سنگ‌نگاری، یا نقاشی‌ها و طرح‌های روی زمین هستند. مردم استرالیای مرکزی معمولاً از هنرهای تجسمی، مانند نقطه، دایره، و نمادهای فرهنگی ویژه استفاده می‌کردند تا سرزمین و داستان‌های رویاپردازانه خود را تعریف کنند. درحالیکه مردم بخش‌های شمالی، انسان‌ها، حیوانات، نمادها، و ارواح را نقاشی می‌کردند.
امروز نیز رویاپردازی همچنان برای بومیان استرالیا مهم است.

## نخستین اروپایی‌ها

### نخستین اکتشاف اروپایی‌ها
در سده ۱۷ (میلادی) در عصر کاوش، کاوشگران اروپایی بخش‌هایی از استرالیا را کشف کردند که «Terra Australis Incognita» (به معنی "سرزمین ناشناخته جنوبی استرالیا") نامیده می‌شد. در سال ۱۶۰۶ (میلادی) یک مرد هلندی به نام ویلم جانسون، بخش باختری شبه‌جزیره کیپ یورک در نوک شمالی کوئینزلند را نقشه‌برداری کرد. در حدود همان زمان، یک کشتی اسپانیایی به فرماندهی لوییز تورس وارد تنگه تورس در شمال استرالیا شد.
در اواخر همان سده، دریانوردان هلندی، ساحل استرالیای غربی را کشف کردند و آنرا «New Holland» (به معنی "هلند نو") نامیدند.
در سال ۱۶۴۲ (میلادی) آبل تاسمان، ساحل خشکی تازه‌ای را کشف کرد و آنرا «Van Diemen’s Land» «سرزمین فَن دیمِن» نامید (که امروز، تاسمانی) نامیده می‌شود. او همچنین هزاران مایل از سواحل استرالیا را نقشه‌برداری کرد. نقشه ناتمام او از هلند نو نشان می‌دهد که او تصور می‌کرده، سرزمین استرالیا به پاپوآ گینه نو در شمال استرالیا وصل است.

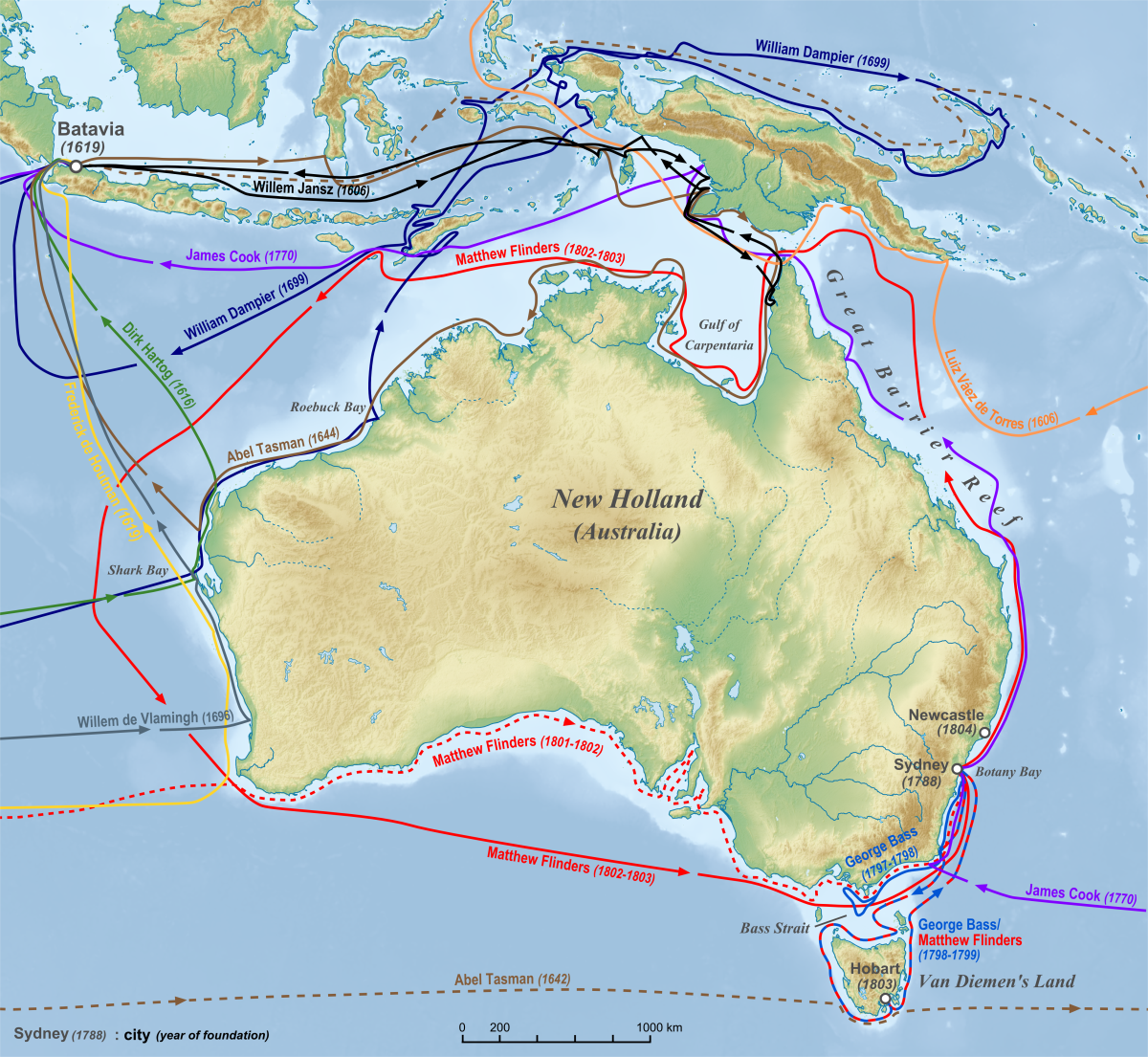
کاوش‌های اروپایی‌ها تا سال ۱۸۱۲ (میلادی)
۱۶۰۶ ویلم جانسون
۱۶۰۶ لوییز تورس
۱۶۱۶ درک هارتوگ
۱۶۱۹ فردریک دو هاوتمن
۱۶۴۴ آبل تاسمان
۱۶۹۶ ویلم دو ولامینگ
۱۶۹۹ ویلیام دمپیر
۱۷۷۰ جیمز کوک
۱۷۹۷–۹۹ جرج باس
۱۸۰۱–۰۳ متیو فلیندرز

ویلیام دمپیر نخستین بریتانیایی بود که پا به خاک استرالیا گذاشت. او در سال ۱۶۸۴ (میلادی) وارد ساحل شمال باختری استرالیا شد. شدت خشکی و بیابانی بودن منطقه باعث شد او فکر کند که این سرزمین تازه، جای خوبی برای بازرگانی یا زندگی نیست.

### کاپیتان جیمز کوک
تا هنگام ورود کاپیتان جیمز کوک انگلستانی به ساحل خاوری استرالیا در سال ۱۷۷۰ (میلادی) اروپایی‌ها دست به اکتشاف در جای دیگری از استرالیا نزدند. دولت بریتانیا کوک را برای اکتشاف در اقیانوس آرام جنوبی راهی سفر کرده بود. او ساحل خاوری استرالیا را نقشه‌برداری کرد. کشتی او به نام «Endeavour» (به معنی "تلاش") در خلیج بوتانی پهلو گرفت که امروز در جنوب سیدنی قرار دارد. جیمز کوک این سرزمین را «New South Wales» نامید و آنرا قلمرو جرج سوم پادشاهی متحده اعلام کرد.

### جابجایی محکومان
استرالیا از این جهت که نخستین ساکنان اروپایی آن محکومان و بزهکاران بوده‌اند یکتا است. پس از آنکه ایالات متحده آمریکا استقلال خود را از بریتانیا بدست آورد بریتانیا دیگر نمی‌توانست محکومان خود را به آنجا بفرستد؛ بنابراین ظرفیت زندان‌های بریتانیا پر شد. در سال ۱۷۸۶ (میلادی) بریتانیا تصمیم گرفت که برخی محکومان خود را به مستعمره تازه نیو ساوث ویلز بفرستد.

### نخستین مستعمره
نخستین فرماندار مستعمره نیو ساوث ویلز، کاپیتان آرتور فیلیپ بود. او ۱۱ کشتی را به سلامت از بریتانیا به سمت دیگر جهان در نیو ساوث ویلز رساند و «نخستین ناوگان» در ۲۶ ژانویه ۱۷۸۸ به دماغه سیدنی رسید. در گاه‌شماری رسمی دولت استرالیا این روز را به نام روز ملی استرالیا نام‌گذاری کرده‌اند.

### نخستین سال‌های ساکنان تازه
نخستین سال‌های تازه‌واردان استرالیا دوران بسیار دشواری بود. برای اطمینان از اینکه مردم، گرسنه نمانند آرتور فیلیپ برای همه، از جمله خود و زیردستانش، جیره غذایی برابری تعیین کرد. حس همدردی و عزم راسخ او به نجات مستعمره‌نشینان در آن سال‌های نخست کمک کرد.
زندگی محکومان در سکونتگاه تازه، با کار سخت همراه بود. آنهایی که دوران محکومیت خود را به پایان می‌رساندند آزاد می‌شدند و با پیوستن به جامعه، فرصت کار و داشتن خانواده را می‌یافتند.

### فرصت‌های تازه
نخستین ساکنان اروپایی استرالیا اصلیت انگلستان، اسکاتلند، ویلز، و ایرلند داشتند. مردم اسکاتلند، ویلز، و ایرلند همواره با انگلستان در جنگ بودند اما این چهار گروه در استرالیا به خوبی در کنار یکدیگر کار و زندگی کرده‌اند.
محکومان و از بند رها شدگان، فرصت‌های تازه‌ای در مستعمره تازه یافتند. برخی آزاد شدگان، کسب‌وکار خودشان را راه انداختند. دیگران نیز به کشاورزی، بازرگانی، مغازه‌داری، و کار دولتی پرداختند.

### فرماندار مک‌کواری
همزمان با آرتور فیلیپ، فرماندار لکلن مک‌کواری نیز نقش مهمی در نخستین سال‌های تاریخ استرالیا دارد. او بین ۱۸۱۰ و ۱۸۲۱ (میلادی) فرماندار نیو ساوث ویلز بود و نقش مؤثری در تبدیل آن به یک سرزمین آزاد به جای تبعیدگاه داشت. او صنعت کشاورزی را بهبود بخشید و راه و امکانات دولتی تازه ساخت و گسترش کارهای اکتشافی را تشویق کرد.
لکلن مک‌کواری در آموزش و پرورش سرمایه‌گذاری کرد و حق محکومان پیشین (از بند رها شدگان) را به رسمیت شناخت. او به برخی از بند رها شدگان، کارهایی چون قضاوت و کار در ادارات دولتی داد.
فرماندار لکلن مک‌کواری به خاطر تغییرات مثبتی که در مستعمره نیو ساوث ویلز ایجاد کرد شخصیت محترمی در تاریخ استرالیا است. دانشگاه مک‌کواری در نیو ساوث ویلز به افتخار او نامگذاری شده‌است.

### میراث محکومان
این برداشت وجود داشت که فرماندار، قدرت بسیار زیادی دارد؛ بنابراین در سال ۱۸۲۳ (میلادی) شورای قانونگذاری نیو ساوث ویلز برای ارائه مشاوره به فرماندار بعدی و اصلاح مستعمره، بنیان‌گذاری شد.
دولت بریتانیا سیاست فرستادن محکومان به نیو ساوث ویلز را در ۱۸۴۰، به تاسمانی در ۱۸۵۲، و استرالیای غربی در ۱۸۶۸ پایان داد. در مجموع بیش از ۱۶۰٬۰۰۰ به استرالیا فرستاده شدند. در نهایت، جدایی بین محکومان پیشین و مهاجران تازه‌وارد از میان رفت. از دهه ۱۸۵۰ (میلادی) خودِ مستعمره‌نشینان، مستعمره‌های خود را مدیریت می‌کردند و می‌خواستند جامعه‌ای درخور احترام داشته باشند. هنوز هم بسیاری از استرالیایی‌ها به میراث محکومان خود افتخار می‌کنند.

### آشپزی
نخستین ساکنان بریتانیایی استرالیا تلاش کردند مواد اولیه ناآشنای این منطقه را در خوراک آشنای خود استفاده کرده و با اینکار، خوراک بومی خود را با مواد خوراکی در دسترس، سازگار کنند. آنها برای پخت خوراک از گوشت کانگورو، شترمرغ استرالیایی (اِمو)، وامبت، والابی، یا مورچه‌خورک استفاده می‌کردند. نخستین کتاب آشپزی با مواد خوراکی استرالیایی در سال ۱۸۶۴ (میلادی) چاپ شد.

## بومیان استرالیا و تنگه تورس پس از ورود اروپایی‌ها
برآورد می‌شود که در سال ۱۷۸۸ (میلادی) در آغاز ورود اروپایی‌ها بین ۷۵۰٬۰۰۰ تا ۱/۴ میلیون بومی و ساکن جزیره تنگه تورس در استرالیا زندگی می‌کردند. این آمار، ۲۵۰ قوم و ۷۰۰ زبان را دربرمی‌گیرد.
در هنگام برپایی مستعمره‌ها دولت بریتانیا قرارداد یا یادداشت تفاهمی با بومیان استرالیا امضا نکرد. مقامات بریتانیایی فکر می‌کردند که قانوناً حق اشغال زمین را دارند.
بومیان جزیره استرالیا و جزیره‌نشینان تنگه تورس، اقتصاد ویژه خودشان و رابطه طولانی و پایستاری با سرزمین استرالیا داشتند. جایی که آنها در سرزمین خودشان قوانین خودشان را داشتند حالا مجبور به پیروی از قوانین تازه‌واردها بودند. تازه‌واردها به این سرزمین، دعوت نشده بودند و از آنها استقبال نیز نشده بود.
زندگی بومیان جزیره استرالیا و جزیره‌نشینان تنگه تورس، به خاطر استعمارگران بریتانیایی، عمیقاً تغییر کرد. سیاست‌های استعمارگران تازه در تحمیل قوانین اجتماعی، اقتصادی، و دینی باعث شد زندگی‌های زیادی از دست بروند و زمین‌های زیادی گرفته شوند و گیاهان و جانوران و بیماری‌های تازه‌ای وارد شوند.

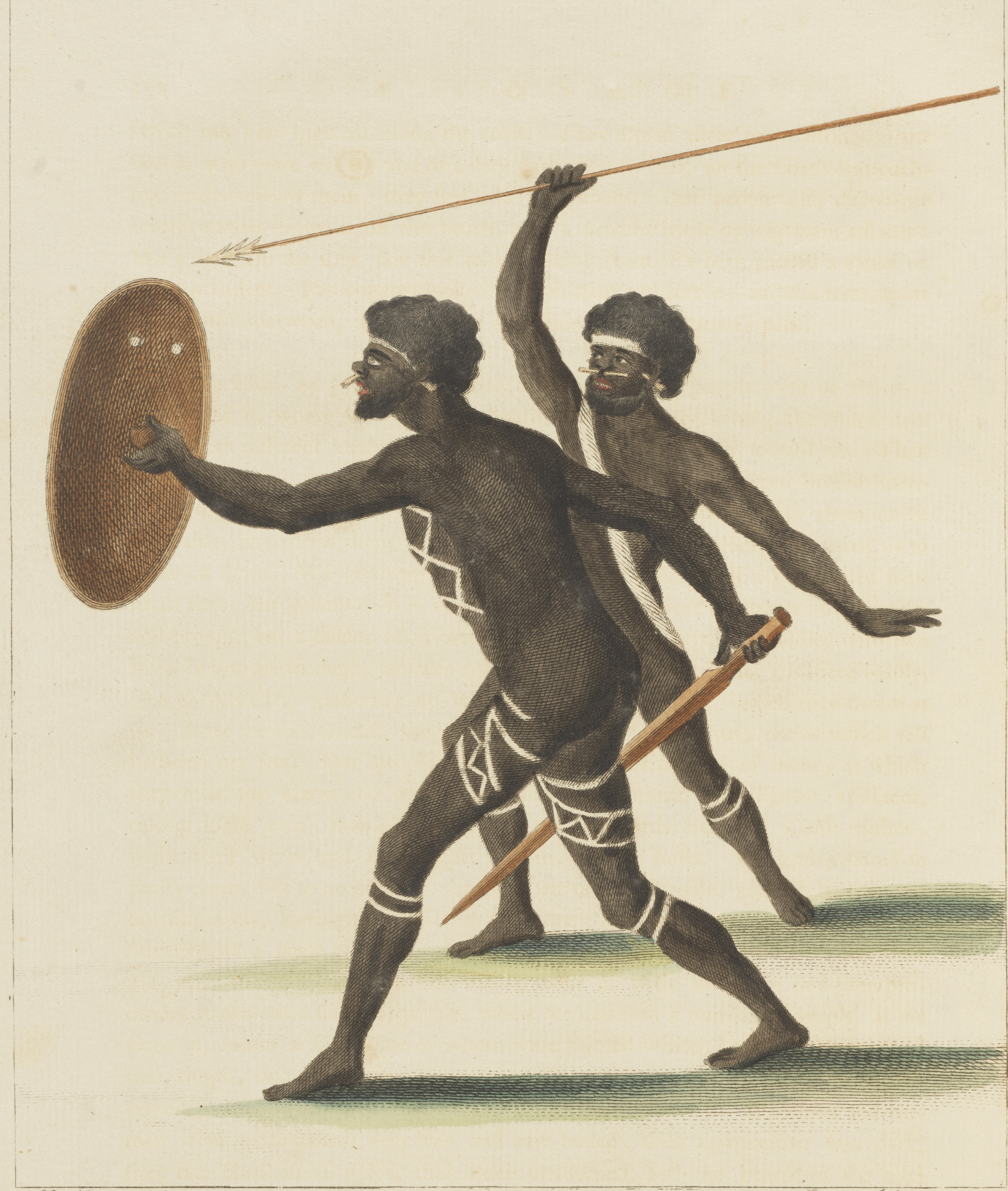
دو بومی هلند نو (استرالیای غربی امروز) برای جنگ، آماده می‌شوند نقاشی از سیدنی پارکینسون (نقاش ویژه جیمز کوک)

به فرمانداران نخستین، گفته شده بود که مردم بومی را آزار ندهند. اما ساکنان بریتانیایی وارد زمین‌های آنها شدند و بومیان زیادی کشته شدند. این ساکنان معمولاً به خاطر چنین بزه‌هایی محکوم نمی‌شدند.
برخی بومیان جزیره استرالیا و ساکنان اروپایی توانستند به خوبی در کنار یکدیگر زندگی کنند. برخی ساکنان اروپایی، بومیان را برای کار در دامداری گاو و گوسفند استخدام کردند. لکلن مک‌کواری به مردم بومی، زمین‌های خودشان را داد تا در آن کشاورزی کنند و برای فرزندان آنها مدرسه ساخت. بااینحال بومیان بسیار کمی حاضر بودند به شیوه ساکنان اروپایی زندگی کنند زیرا نمی‌خواستند سنت‌های فرهنگی خود را فراموش کنند.
بسیاری از بومیان استرالیا در جنگ با ساکنان اروپایی به خاطر زمین کشته شدند. اگرچه شمار دقیق کشته‌شدگان مشخص نیست اما برآورد می‌شود که صدها هزار بومی کشته شدند. شمار بیشتری از بومیان نیز بر اثر بیماری‌هایی که ساکنان اروپایی با خود آورده بودند درگذشتند. از دست رفتن زندگی بومیان، یک فاجعه بود.

## نقاط عطف تاریخی

### اکتشاف درون سرزمینی
نخستین استعمارگران در نیو ساوث ویلز با شرایط سختی مواجه شدند. بومیان جزیره استرالیا و جزیره‌نشینان تنگه تورس، یادگرفته بودند که چگونه در شرایط دشوار محیط خشک استرالیا زندگی و آنرا مدیریت کنند. اگرچه آنها نیز از دوران‌های خشک‌سالی، آسیب دیده بودند.
کوه‌های آبی (تقریبا در ۵۰ کیلومتری باختر سیدنی) چالش بزرگی را در برابر نخستین اکتشافات درون سرزمینی سیدنی قرار داد. در نهایت در سال ۱۸۱۳ (میلادی) سه مرد به نام‌های گریگوری بلاکسلند، ویلیام ونتوُرث، و ویلیام لاسون از این کوهستان گذشتند. جاده و راه‌آهنی که امروز از دل کوهستان آبی می‌گذرند هنوز همان مسیر عبور آن‌ها را دنبال می‌کنند.
در سوی دیگر این کوه‌ها کاوشگران، زمین‌های وسیعی را یافتند که جای خوبی برای پرورش گاو و گوسفند بود. آن سوی این زمین‌ها سرزمینی خشک و بیابانی بود.
کاوشگران اروپایی مشکل پیدا کردن آب و همراه داشتن خوراک کافی داشتند. یک کاشف آلمانی به نام لودویگ لایشهارت در ۱۸۴۸ (میلادی) هنگامی‌که تلاش می‌کرد از خاور به باختر استرالیا برود گم شد.
در ۱۸۶۰ (میلادی) رابرت اوهارا برک و ویلیام جان ویلز، سفر خود را از ملبورن آغاز کردند تا از جنوب به شمال سرزمین استرالیا را بپیمایند. آن‌ها سفر اکتشافی بزرگی را آغاز کردند اما این سفر، بسیار دشوار بود. برک و ویلز صحرانوردان باتجربه‌ای نبودند. آنها کمک زیادی از مردم بومی یاندروواندا گرفتند اما هر دو آن‌ها هنگام بازگشت از سفر درگذشتند. اگرچه آن‌ها در سفر اکتشافی خود شکست خوردند، اما داستان آنها در هنر و ادبیات استرالیا ماندگار شده‌است. تجربه آن‌ها نمونه غم‌انگیزی از شرایط آب‌وهوایی سخت زندگی در استرالیا است.

### مهاجران و پیشگامان
حتی با اینکه مهاجران، در مناطق معتدلی زندگی می‌کردند اما باز هم زندگی سخت بود. پس از چند دوره سیل و خشک‌سالی، باز هم این احتمال وجود داشت که مهاجران، راه تأمین زندگی خود را از دست بدهند و کشاورزان مجبور شوند همه چیز را دوباره آغاز کنند. بااینحال مردم دست از تلاش نکشیدند و راه خود را ادامه دادند. گزاره «Aussie battler» (به معنی "استرالیایی مبارز") نشانگر همین روحیه مبارزه‌طلبی و تاب‌آوری آنها است.
پیشگامان استرالیا به خاطر شجاعتشان در زندگی در آن دوران دشوار، ستایش می‌شوند. هنگامیکه مردان از خانواده خود دور بودند یا می‌مُردند زنان آنها کسب‌وکار یا کشاورزی آنان را ادامه می‌دادند.
در این نخستین سال‌های سخت بود که حس دوستی در میان استرلیایی‌ها پا گرفت. این دوستی در میان مردانی که در صحرای استرالیا سفر می‌کردند یا پشم‌چینی و گله‌داری می‌کردند بسیار قوی بود. همچنین در این سال‌های دشوار، مهاجران به یکدیگر کمک می‌کردند. این سنت هنوز هم بخش مهمی از سبک زندگی استرالیایی است.

### تب طلا
کشف طلا در نیو ساوث ویلز در اوایل ۱۸۵۱ (میلادی) زندگی مردم را زیرورو کرد. مدت کوتاهی پس از آن، طلا در مستعمره تازه استقلال یافته ویکتوریا نیز پیدا شد و دوران تب طلای استرالیا آغاز شد.
در پایان سال ۱۸۲۵ (میلادی) نزدیک به ۹۰٬۰۰۰ نفر از دیگر نقاط استرالیا و سراسر جهان برای جستجوی طلا به ویکتوریا سفر کردند.

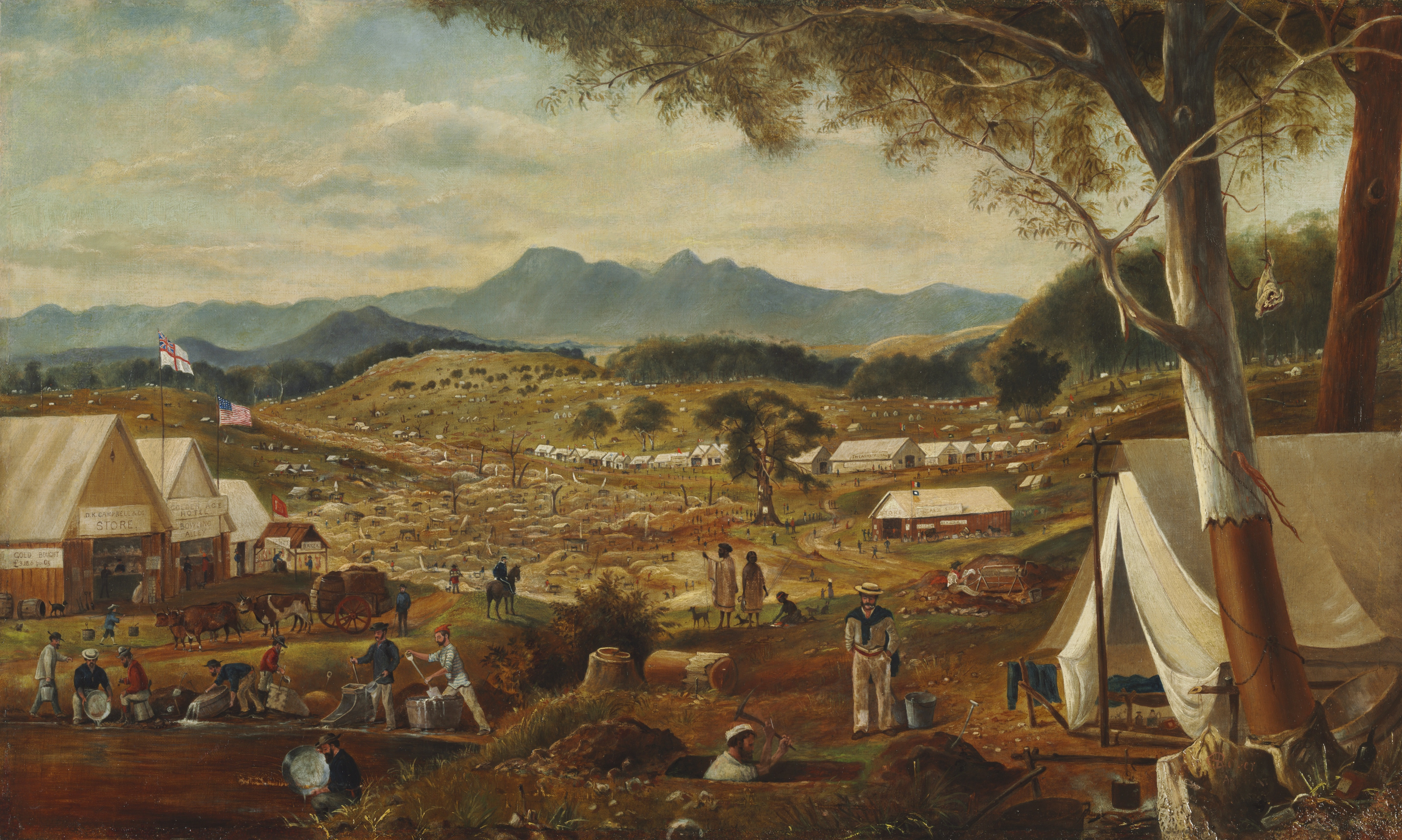
جویندگان طلا در آرارات، ویکتوریا (۱۸۵۴)

قیام یورکا رویداد دموکراتیک مهمی در تاریخ استرالیا به‌شمار می‌آید. ممکن بود نیروهای دولتی در هنگام گرفتن پول پروانه اکتشاف طلا از جویندگان طلا با آنان بسیار بدرفتار باشند. در ۱۱ نوامبر ۱۸۵۴ نزدیک به ۱۰٬۰۰۰ نفر در بیکری هیل، در بلرت گرد هم آمدند تا منشور حقوق دموکراتیک پایه را تصویب کنند که حذف پروانه‌های گران اکتشاف طلا و امکان رای‌دهی برای داشتن نماینده در مجلس ویکتوریا از جمله این حقوق بودند.
به دنبال این جنبش، نرده دفاعی یورِکا در منطقه حفاری یورکا در خاور بلرت ساخته شد. در آنجا بود که جویندگان طلا به پرچم یورکا (نمادی از چلیپا) سوگند خوردند تا در کنار یکدیگر بایستند و برای دفاع از حقوق و آزادی‌های خود بجنگند. در صبح ۳ دسامبر ۱۸۵۴ مقامات دولتی، سربازها را فرستادند تا به اردوگاه یورکا حمله کنند. در این جنگ کوتاه، جویندگان طلا پیروز و نزدیک به ۳۰ نفر کشته شدند.
رهبران قیام به جرم خیانت بزرگ، به دادگاه کشانده شدند اما هیچ هیئت منصفه‌ای حاضر به محکوم کردن آنها نشد. یک کمیسیون پادشاهی اعلام کرد که این اشتباه دولت بوده و به بسیاری از خواسته‌های معدنچیان پاسخ مثبت داد که داشتن نماینده سیاسی را نیز دربرمی‌گرفت. یک سال بعد، رهبر قیام، پیتر لالور به عضویت مجلس ویکتوریا درآمد.
در سال‌های بعد، قیام یورکا تبدیل به نمادی از اعتراض و باور به عدالت و برابری شد.
تب طلا استرالیا را از جهات گوناگونی عوض کرد. در هنگام تب طلا جمعیت مردم غیر بومی از ۴۳۰٬۰۰۰ نفر در ۱۸۵۱ به ۱/۷ میلیون نفر در ۱۸۷۱ رسید و نخستین راه‌آهن و تلگراف برای وصل کردن مناطق با جمعیت رو به رشد ساخته شدند.
در همه مستعمره‌های استرالیا به غیر از استرالیای جنوبی، ذخایر بزرگ طلا پیدا شدند. اقتصاد به سرعت رشد کرد. صنعت طلا جای تولید پشم را گرفت و مهمترین منبع صادرات استرالیا شد. در حدود سال ۱۸۹۰ (میلادی) استرالیا یکی از بالاترین استانداردهای زندگی در جهان را داشت.

### تصرف‌گران و کشاورزان
در نخستین سال‌های مستعمره‌ها کسانی که «تصرف‌گر» نامیده می‌شدند مناطق بزرگی، از زمین تا کشتزار را اشغال کردند. با اینکه آنها هیچ پولی برای این زمین‌ها نپرداخته بودند اما این زمین‌ها را دارایی خود می‌دانستند. پس از پایان نخستین تب طلا دولت تلاش کرد این زمین‌ها را از تصرف‌گران پس بگیرد.
در دهه ۱۸۶۰ (میلادی) دولت تلاش کرد که زمین‌های تصرف شده را به کسانی که در آنها کار می‌کردند و خانواده‌هایشان بفروشد تا در آنها کشاورزی کنند. اما تصرف‌گران تلاش کردند تا جای ممکن، زمین‌ها را در مالکیت خودشان نگه دارند.
تا هنگام ساختن راه‌آهن، کشاورزان تازه‌ای که کشتزار آنها دور از بازار بود با شرایط دشواری مواجه بودند. امکان گرفتن دستمزد بالاتر در شهرها زندگی در مناطق روستایی و کار برای دستمزد پایین را ناخوشایند کرده بود.
سنت استرالیا در ساخت دستگاه‌هایی برای آسان‌سازی کار کشاورزی، از استرالیای جنوبی آغاز شد. برای نمونه، گاوآهن ریشه کن جهنده که در دهه ۱۸۷۰ (میلادی) ساخته شد امکان پاکسازی آسان زمین سفت برای کشاورزی غلات را داد.

## مهاجرت در سده ۱۹
در اوایل سده ۱۹ (میلادی) گروه‌های اصلی در مستعمرات، از انگلستان، اسکاتلند، ویلز، و ایرلند بودند. بخش بزرگی از سرگرمی‌ها، کنش‌های فرهنگی، و فعالیت‌های دینی، بازتاب سنت‌های بریتانیایی هستند. همچنین گروه‌های کوچک مهاجرانی از اروپا و آسیا نیز زندگی می‌کردند. اروپایی‌هایی که در سده ۱۹ (میلادی) به استرالیا آمدند از ایتالیا، یونان، لهستان، مالت، روسیه، به همراه ساکنان فرانسوی بودند که در صنعت شراب کار می‌کردند. بیشتر آنها مردان جوان و جویای کار و ثروت یا ملوانانی بودند که کشتی‌های خود را ترک کرده بودند.
پس از ۱۸۴۲ (میلادی) مهاجران چینی وارد استرالیا شدند و پس از کشف طلا شمار آنها افزایش یافت. در مناطق طلاخیز، تنش‌های نژادپرستانه وجود داشت که گاهی مانند شورش بندیگو در ۱۸۵۴ (میلادی) به شورش‌هایی علیه چینی‌ها می‌انجامید. این تنش‌های نژادی منجر به نخستین اعمال محدودیت‌های مهاجرتی در ویکتوریا (۱۸۵۵) و نیو ساوث ویلز (۱۸۶۱) شدند.
پس از تب طلای دهه ۱۸۵۰ (میلادی) بیشتر چینی‌ها به کشور خود بازگشتند. آنهایی که ماندند کشاورزانی بودند که به کشت میوه و سبزی در مناطق کم‌آب می‌پرداختند.
از دهه ۱۸۶۰ (میلادی) مردمی از ایران، مصر، و ترکیه برای جابجایی کاروان‌های شتر در صحرای استرالیا مهاجرت کردند. همراه با شتربانان هندی، همه آنها به دلیل لباس، و باورهای دینی اسلامی مشابِهِ هم، به اشتباه، «افغان» نامیده می‌شدند. این شتربانان، به عنوان «پیشگامان درون سرزمینی» شناخته می‌شوند.

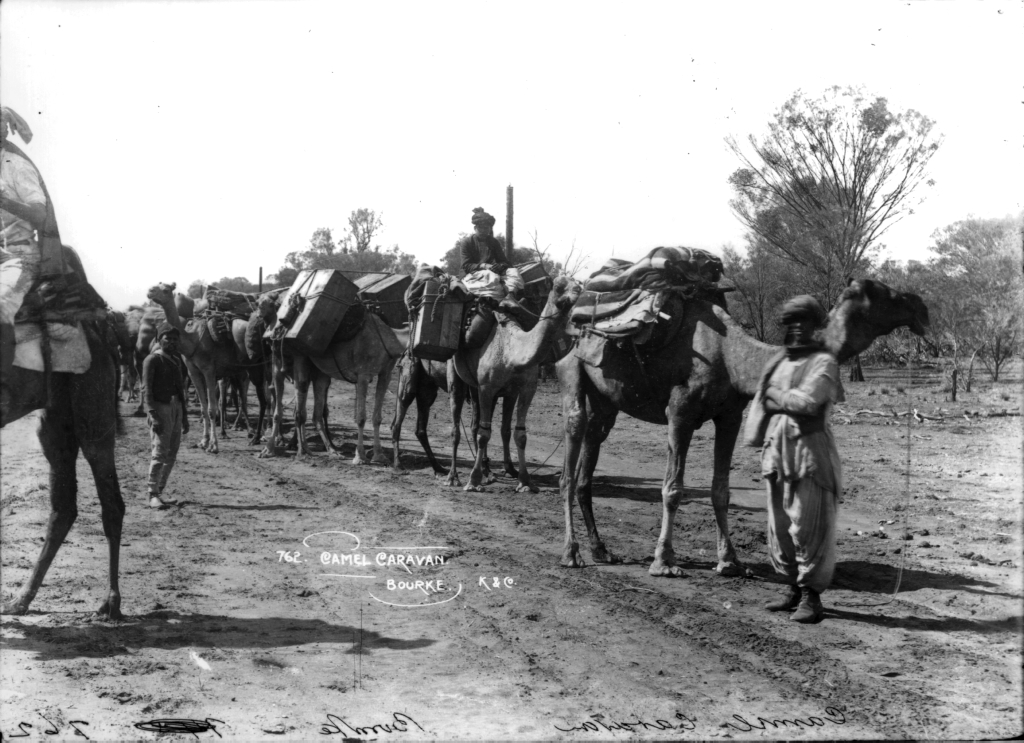
به دلیل لباس و باورهای دینی اسلامی مشابِهِ مردم مهاجر از ایران، مصر، و ترکیه، همراه با شتربانان هندی، همگی به اشتباه، «افغان» نامیده می‌شدند.

همچنین هندی‌ها و مردم اقیانوس آرام نیز بودند که در صنعت نیشکر و موز کوئینزلند، اغلب با دستمز ناچیز و در شرایط نامناسب، کار می‌کردند.
از دهه ۱۸۸۰ (میلادی) کارگرانی از لبنان به استرالیا رفتند. بیشتر آنها در صنایع پارچه و پوشاک کار می‌کردند و بیشتر خانواده‌های لبنانی، بازار پارچه‌فروشی استرالیا را در دست گرفتند.

## راه‌آهن غان (افغان‌ها)
در سال ۱۸۴۰ (میلادی) چارلز استورت، کاوشگر بریتانیایی زاده بنگال، تلاش کرد با گذر از بیابان‌های مرکزی استرالیا این بخش کشف نشده کشور را کاوش کند. سی سال پس از آن در دهه ۱۸۷۰ یک کاوشگر دیگر به نام جان مک‌دووال استوارت اهل اسکاتلند نیز بار دیگر تلاش کرد پا به بیان‌های مرکزی استرالیا بگذارد. اما مشکل هر دو نفر، شیوه جابجایی کارکنان و بار همراه در جریان سفرهای اکتشافی بود؛ زیرا وزن زیاد بار و کم‌آبی، اسب‌ها را از پا درمی‌آورد. از آنجا بود که کاوشگران، به جای استفاده از شتر، به جای اسب افتادند و شتربانانی از افغانستان و مناطق هندوکش را به همراه شترهایشان به استرالیا آوردند.
یکی از کاوشگران به نام ویلیام جروویس در سال ۱۸۷۸ (میلادی) که در گذشته، مهندس نیروی زمینی بریتانیا بود کار ساخت خط آهن از آدلاید به داروین در مرکز استرالیا را با استفاده از تجربه شتربانان افغان در هدایت کاروان‌های شتر آغاز کرد. ساخت نخستین بخش خط آهن جنوب به شمال استرالیا در سال ۱۸۸۱ (میلادی) پایان یافت. اما در سال ۱۸۸۳ (میلادی) دولت بریتانیا او را بعنوان فرماندار کل نیوزیلند انتخاب کرد و او از ساخت این راه‌آهن بازماند. در سال ۱۸۹۱ (میلادی) نخستین قطار جنوب به شمال از ایستگاه کورن به ایستگاه اودناتا رسید. برای ساخت این بخش از راه‌آهن، ۱۵۰ شتربان افغان کار می‌کردند. برای بزرگداشت خدمات شتربانانی افغان، این قطار را «افغان اکسپرس» نامیدند. سپس آنرا «غان اکسپرس» نامیدند. امروز این قطار «غان» نامیده می‌شود.
شتربانان و شترهای افغان در ساخت خطوط تلگراف مرکز استرالیا نیز مشارکت داشتند.

### میراث غان (افغان‌ها)
شتربانانی که از خاور میانه به استرالیا آمدند در شهر کوچکی به نام ماری، استرالیای جنوبی در ۷۰۰ کیلومتری شمال آدلاید ساکن شدند. زندگی طولانی مسلمانان در این شهر، باعث رشد فرهنگ اسلامی در آن شد. نخستین مسجد استرالیا نیز در این شهر (و پس از آن در ۱۸۸۹ در آدلاید) ساخته شد. پس از ساخت راه‌آهن شتربانان به کشور خود بازگشتند اما گروهی از آن‌ها در استرالیا باقی ماندند و گروه کوچکی از نوادگان آنان هنور در ماری زندگی می‌کنند که نام‌های خانوادگی مانند «بی‌جا درویش»، «دوست محمد»، «شمروز خان» و «ظریف خان» دارند. برگزاری رقابت‌های سالیانه شترسواری استرالیا در ماری، میراث شتربانان افغان است. همزمان با برگزاری این مسابقات، غذاهای افغانی نیز پخته می‌شود که با هم آشنا می‌شوید.

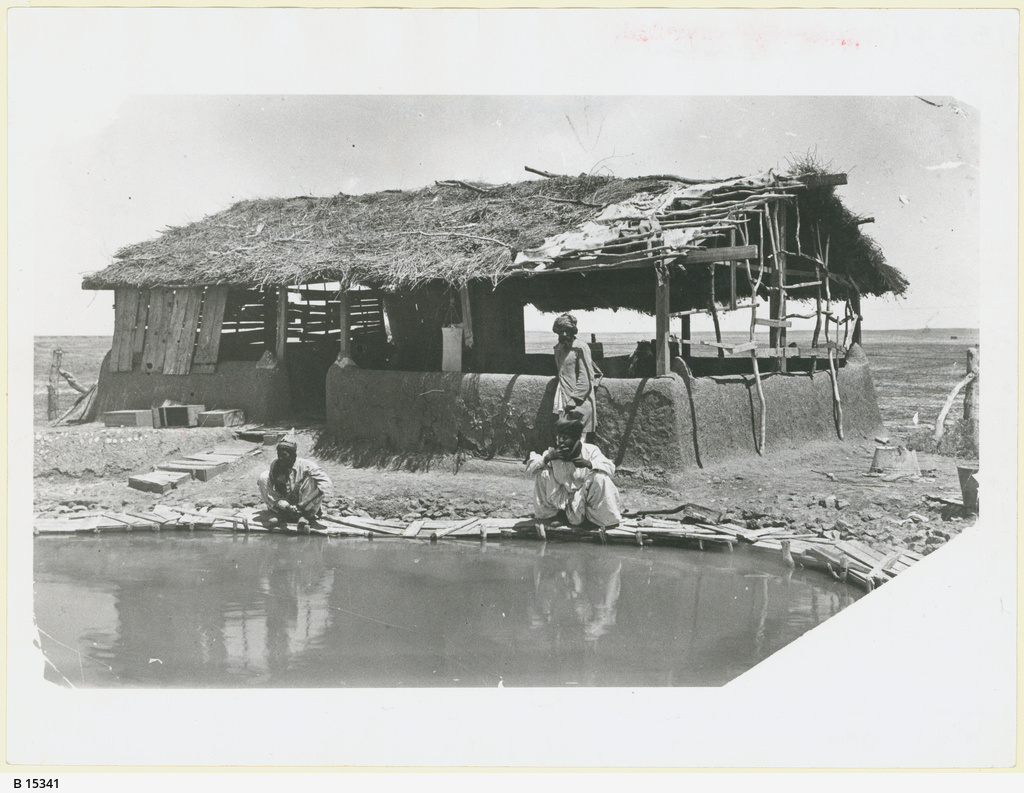
مسجد ماری در ماری، استرالیای جنوبی (دسامبر ۱۸۴۴)

«درویش بی‌جا» یا «بی‌جا درویش» شتربان پرآوازه افغان بود که در سال ۱۹۵۷ (میلادی) در شهر پورت آگوستا در درگذشت. داگلاس استوارت شاعر سرشناس استرالیایی در شعری نام «افغان» ویژگی‌های بی‌جا درویش را توصیف می‌کند.
پس از پایان ساخت خط آهن، دولت استرالیا دستور داد تا شتربانان، شترهای خود را بکشند. اما آنها شترها را در طبیعت رها کردند. به همین دلیل، امروز بزرگ‌ترین جمعیت شترهای جهان که بیش از یک میلیون نفر تخمین زده می‌شود در سرزمین‌های مرکزی استرالیا زندگی می‌کند.

## مناطق زندگی بومیان
پس از نبردهای اولیه بین بومیان جزیره استرالیا و مهاجران اروپایی بر سر زمین، بومیان استرالیا را مجبور کردند در حاشیه جامعه اروپایی زندگی‌کنند. برخی از آنها در بیابان به پرورش گاو و گوسفند با دستمزد بسیار کم پرداختند که در بسیاری موارد، حتی همان هم به آنان پرداخت نشد. دولت‌های مستعمرات، مناطقی را برای زندگی بومیان، مشخص کردند اما حتی در آن مناطق هم اجازه زندگی به سبک سنتی را ندادند. برای نمونه، بومیان نمی‌توانستند آزادانه شکار کنند یا آنطور که می‌خواهند میوه جمع کنند.
در اواخر سده ۱۹ (میلادی) دولت‌های مستعمرات، حقوق بومیان جزیره استرالیا و جزیره‌نشینان تنگه تورس را از آنان گرفتند. این دولت‌ها جای زندگی و حتی کسی را که بومیان جزیره استرالیا و جزیره‌نشینان تنگه تورس می‌خواستند با او ازدواج کنند را کنترل می‌کردند. آنها بسیاری از فرزندان بومیان جزیره استرالیا و جزیره‌نشینان تنگه تورس را از والدین خود جدا کردند و به خانواده‌های سفیدپوست یا پرورشگاه‌های دولتی فرستادند. چنین سیاست‌هایی تا میانه سده ۲۰ (میلادی) ادامه داشتند. موضوع این «نسل دزدیده شده» هنوز هم دلیلی بر تاسف عمیق برای بومیان جزیره استرالیا و جزیره‌نشینان تنگه تورس و دیگر استرالیایی‌ها است و موضوع پوزش ملی در مجلس استرالیا در سال ۲۰۰۸ (میلادی) بود.

## سافرجت
«سافرجت» (به معنی "حق رای") گزاره‌ای بود در سراسر جهان برای کارزار زنان برای گرفتن حق رأی زنان بکار می‌رفت. در دهه‌های ۱۸۸۰ و ۱۸۹۰ (میلادی) هر مستعمره‌ای دستکم یک انجمن سافرجت داشت. سافرجت‌ها هزاران امضا برای دادخواست خود گردآوری کردند تا به مجالس مستعمرات خود ارائه کنند.
هنریتا داگدیل نخستین زن مدافع حق رأی زنان در استرالیا بود. تلاش‌های او منجر به اعطای حق رای به زنان استرالیا شد.
در ۱۸۹۵ (میلادی) زنان استرالیای جنوبی، در جنبش خود برای حق رای و داشتن نماینده در مجلس، پیروز شدند. در سال ۱۸۹۹ (میلادی) نیز زنان استرالیای غربی به حق رای رسیدند.

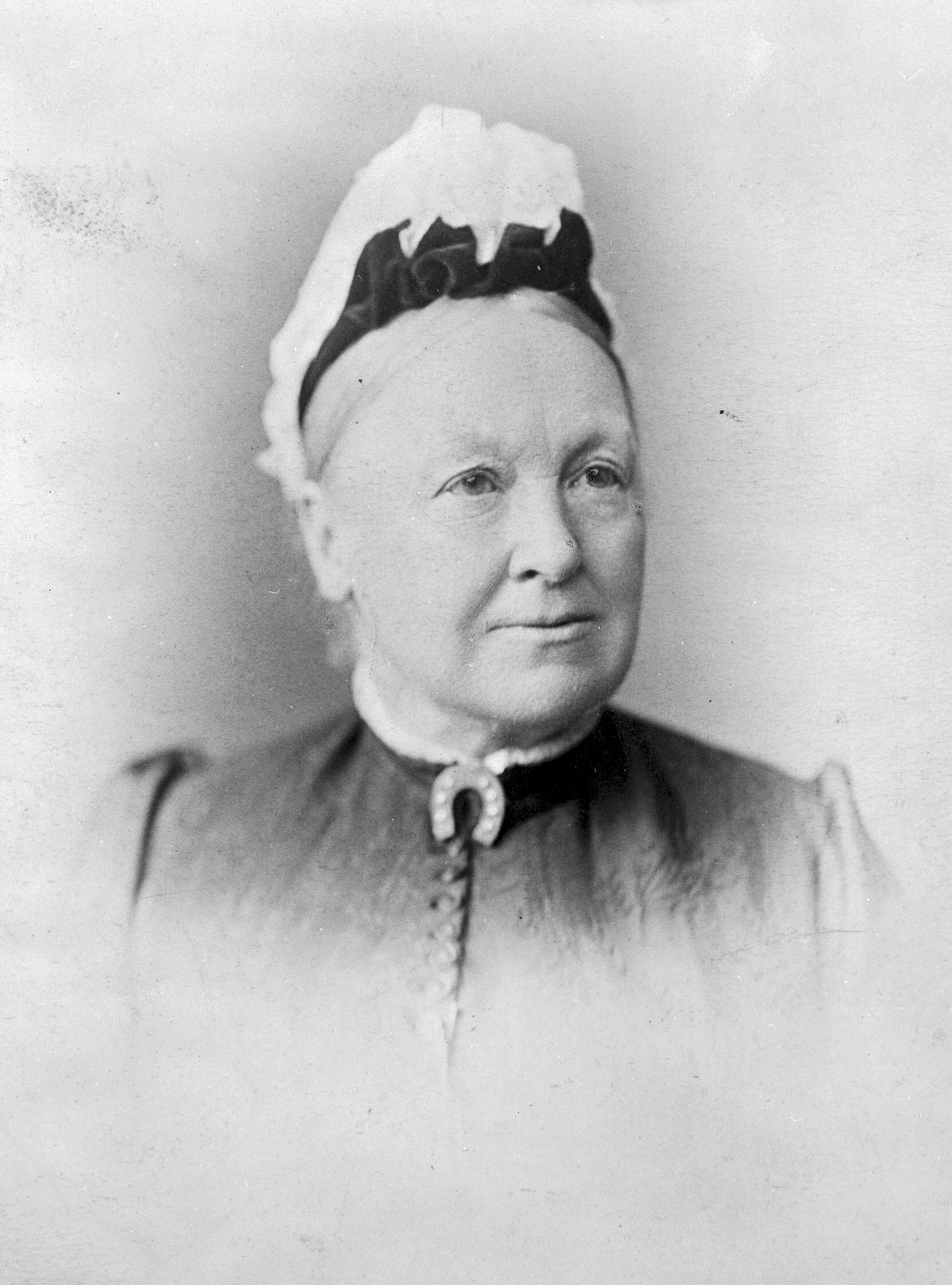
کاترین هلن اسپنس نخستین زنی که به مجلس استرالیای جنوبی راه یافت.

در سال ۱۹۰۲ (میلادی) استرالیا نخستین کشور جهان بود که زنان در آن هم حق داشتن رای، و هم حق نمایندگی در مجلس را داشتند. اما بومیان جزیره استرالیا و جزیره‌نشینان تنگه تورس تا سال ۱۹۶۲ (میلادی) چنین حقی را نداشتند.
در سال ۱۹۲۳ (میلادی) ادیث کوان نخستین نماینده زنی بود که در استرالیای غربی به نمایندگی رسید. در ۱۹۴۳ (میلادی) انید لیونز نخستین زنی بود که برای نمایندگی در مجلس استرالیا برگزیده شد.

## فدراسیون

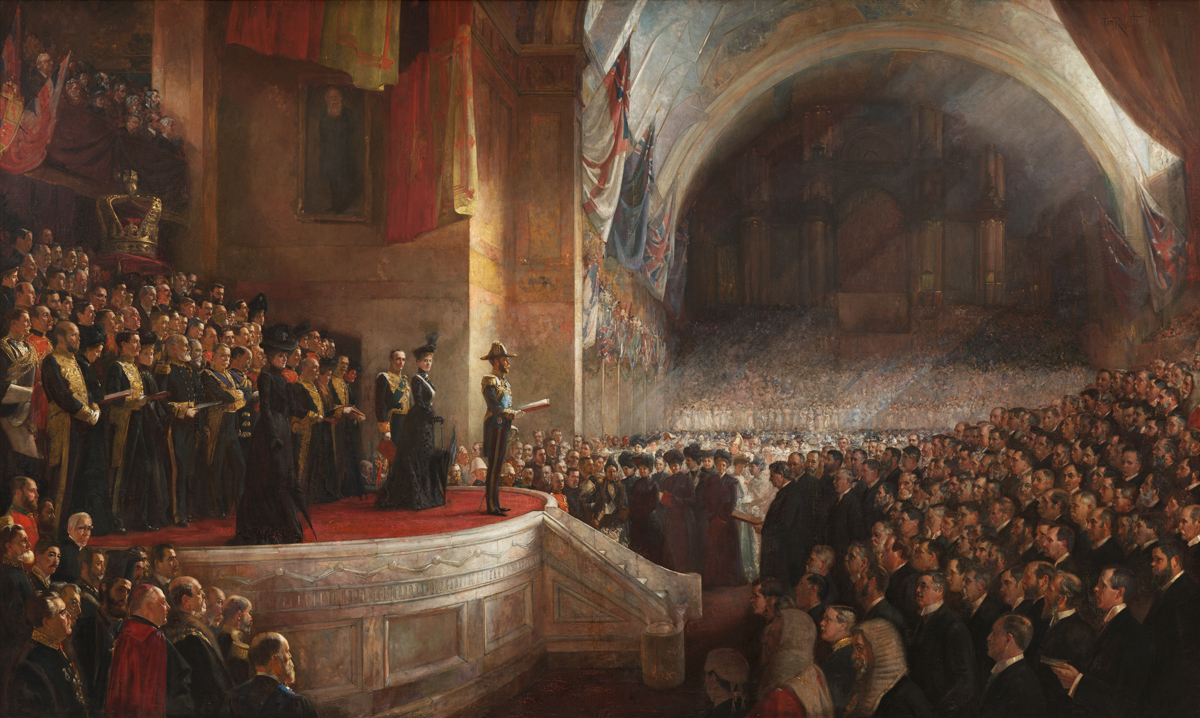
گشایش نخستین مجلس استرالیا در ملبورن توسط جرج پنجم (۹ مه ۱۹۰۱)

پس از ورود بریتانیایی‌ها و تا پیش از ۱۹۰۱ (میلادی) استرالیا از ۶ مستعمره جداگانه و خودمختار زیر نظر دولت بریتانیا تشکیل شده بود که مستقل از هم توسعه یافتند. هر مستمعره، قانون اساسی و قانون ویژه خود در امور دفاعی، مهاجرت، پست، بازرگانی، و ترابری را داشت. این موضوع باعث دشواری‌هایی بین مستعمره‌ها می‌شد. برای نمونه، بازرگانی و ترابری بین مستمعره‌ها گران و کُند بود و اجرای قانون، در مستعمره‌ها سخت بود. همچنین، مستعمره‌های جدا از هم، نظام دفاعی ضعیفی داشتند. در نتیجه، مردم خواستند که مستعمره‌ها با یکدیگر متحد شوند. از آن مهمتر شکل‌گیری هویت ملی استرالیایی بود و حس ملی‌گرایانه فراگیری بین همه ساکنان استرالیا وجود اشت. در رقابت‌های بین‌المللی، تیم‌های ورزشی مستعمره‌ها همگی با هم با نام «استرالیا» شرکت می‌کردند و فرهنگ استرالیایی در ترانه‌ها، اشعار، داستان‌ها، و هنر، در حال گسترش بود.
در پایان سده ۱۹ (میلادی) ۲ بار تلاش شد که مستعمره‌ها با یکدیگر متحد شوند. نخستین بار در ۱۸۸۹ (میلادی) هنری پارکز برای تشکیل یک ملت تازه و قدرتمند، فراخوان داد. همایش فدراسیون استرالیا در ۱۸۹۰ (میلادی) برگزار شد تا دربارهٔ ایده فدراسیون استرالیا گفتگو کنند.
در سال ۱۸۹۳ (میلادی) و پس از کمی تأخیر، سرعت حرکت به سوی فدراسیون، افزایش یافت. رای‌دهندگان، اعضای کنوانسیون بعدی قانون اساسی را برگزیدند و در دو همه‌پرسی به پذیرش قانون اساسی تازه استرالیا رای دادند. دولت بریتانیا نیز پذیرفت که استرالیا می‌تواند خود را مدیریت کند.
لایحه قانون اساسی همسود استرالیا ۱۹۰۰ (قانون اساسی استرالیا) یک سند حقوقی است که قوانین پایه‌ای حکومت استرالیا را تعیین می‌کند. این قانون، آغاز به کار و چگونگی کارکرد مجلس استرالیا (مجلس نمایندگان و مجلس سنا)، و دادگاه عالی استرالیا را را تعریف می‌کند. این قانون، در اصل در سال ۱۹۰۰ (میلادی) به عنوان یک لایحه در مجلس بریتانیا به تصویب رسید. با اجرایی شدن این قانون در ۱ ژانویه ۱۹۰۱ مستعمره‌های استرالیا متحد شدند و کشور مستقل «همسود استرالیا» پدید آمد.
در ۱ ژانویه ۱۹۰۱ ادموند بارتون که جنبش فدراسیون استرالیا در نیو ساوث ویلز را رهبری می‌کرد نخستین نخست‌وزیر استرالیا شد. دولت او در برابر جمع بزرگی از مردم در سنتنیال پارک سیدنی سوگند خورد.
به این ترتیب، استرالیا ملتی مستقل در امپراتوری بریتانیا شد اما حاکمیت ملی خود در امور دفاعی و امور خارجه را تا سال ۱۹۳۱ (میلادی) نیافت. تا سال ۱۹۴۸ (میلادی) و تصویب لایحه شهروندی استرالیا بیشتر استرالیایی‌ها به‌جای شهروندی استرالیا هنوز شهروندی بریتانیا را داشتند. با اینکه احساس ملی‌گرایی در حال گسترش بود اما حس بریتانیایی بودن همچنان قوی بود.

## پیدایش احزاب سیاسی
در دهه ۱۸۸۰ (میلادی) کارگران استرالیایی، اتحادیه‌های کارگری قدرتمندی ساخته بودند. این اتحادیه‌ها در دوره‌های رکود اقتصادی و خشک‌سالی، اعتصاب‌هایی را برای حفاظت از دستمزدها و شرایط کاری، برگزار می‌کردند.
در ۱۸۹۱ (میلادی) این کارگران، حزب کارگر استرالیا را بنیان گذاشتند. تمرکز اصلی این حزب بر افزایش دستمزدها و بهبود شرایط کاری کارگران بود. مردم طبقه متوسط، شرایط زندگی بهتری نسبت به کارگردان داشتند اما متوجه شرایط کارگران شدند. هیئت‌های تخصصی برای تعیین دستمزد پدید آمدند تا از اعتصاب جلوگیری کنند. در سال ۱۹۰۷ (میلادی) دادگاه سازش و داوری کشورهای همسود، کمینه دستمزدی را فراهم کرد که جوابگوی هزینه‌های کارگر، همسر، و سه فرزند برای یک زندگی ساده و مرفه باشد.
در سال ۱۹۱۰ (میلادی) نخستین نسخه از حزب لیبرال استرالیا شکل گرفت. این حزب، در طول سال‌ها بارها نام خود را تغییر داده‌است که «حزب ملی‌گرایان» و «حزب استرالیای متحد» از آن جمله هستند. رابرت منزیس در سال ۱۹۴۴ (میلادی) حزب لیبرال را آنگونه که امروز وجود دارد بنیان نهاد. او بعدها طولانی‌ترین دوره نخست‌وزیری در استرالیا را به خود اختصاص داد.
پس از جنگ جهانی اول، «حزب کشور» تشکیل شد تا اهداف کشاورزان را پیش ببرد. امروز این حزب به نام «حزب ملی» نیز شناخته می‌شود و معمولاً با حزب لیبرال ائتلاف می‌کند.

## لایحه محدودیت مهاجرت (۱۹۰۱)
سیاست استرالیای سفید با تصویب لایحه محدودیت مهاجرت در دسامبر ۱۹۰۱ به قانون تبدیل شد. این قانون، مهاجرت کاری و مردم غیر سفیدپوست به استرالیا را محدود کرد.
مردم با نژاد غیر اروپایی، باید امتحان دیکته ۵۰ واژه‌ای به یکی از زبان‌های اروپایی را قبول می‌شدند. اعضای اتاق بازرگای چین، وکیل دادگستری، ویلیام آ کت، و رهبر بازرگانان چینی، اعتراضات عمومی ترتیب داد اما نتوانستند این قانون را تغییر دهند.
مهاجران اروپایی در فدراسیون استرالیای تازه تأسیس، ارج نهاده می‌شدند. اگرچه، مشارکت‌های فرهنگی هندی‌ها، چینی‌ها، مردم اقیانوس آرام و خاور میانه، همان هنگام نیز بخشی از هویت اجتماعی استرالیا بود.

## جنگ‌ها

### جنگ جهانی اول (۱۹۱۴–۱۹۱۸)
به غیر از درگیری بین مهاجران و بومیان، استرالیا تاریخ صلح‌آمیز تحسین‌برانگیزی داشته‌است. در تاریخ استرالیا جنگ داخلی یا انقلاب وجود نداشته‌است.

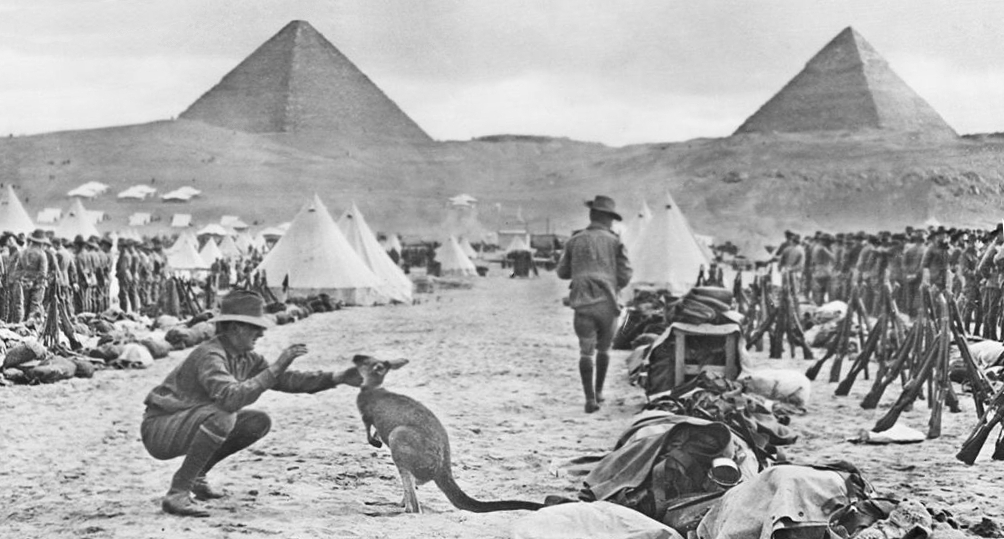
سربازان استرالیایی در قاهره (۱۹۱۴) بسیاری از استرالیایی‌ها با خود، کانگورو و دیگر حیوانات استرالیایی را بردند و برخی از آنها را به باغ‌وحش جیزه سپردند.

نسل‌های زیادی از استرالیایی‌ها به امپراتوری بریتانیا وفادار ماندند.
به عنوان یک پاسگاه اروپایی در نزدیکی آسیا، استرالیا از نظر تاریخی احساس آسیب‌پذیری می‌کرده‌است. این احساس پس از تبدیل امپراتوری ژاپن تبدیل به یک قدرت نظامی، بیشتر شد. تکیه استرالیا بر امپراتوری بریتانیا و نیروی دریایی آن برای دفاع از خود بود. استرالیا در هر دو جنگ برای حفظ قدرت امپراتوری بریتانیا و دفاع از خود جنگید.
استرالیا در اوت ۱۹۱۴ وارد جنگ جهانی اول شد و در سال ۱۹۱۵ (میلادی) در حمله به امپراتوری عثمانی که متحد امپراتوری آلمان بود مشارکت کرد. سربازان سپاه مشترک استرالیا و نیوزیلند (اَنزَک) (به انگلیسی: New Zealand Army Corps (Anzacs)) در نبرد گالیپولی نقش مهمی ایفا کردند.
آنها مجبور بودند در حالیکه نیروهای ترک به سوی آنها شلیک می‌کنند از صخره‌های پرشیب بالا بروند. با وجود اینکه مردان جوان زیادی مردند اما بالاخره توانستند از صخره‌ها بالا بروند و پیروز شوند. استرالیایی‌ها به روحیه اَنزَک بسیار افتخار می‌کنند.
پس از نبرد گالیپولی، نیروهای استرالیایی در جبهه باختری در بلژیک و فرانسه جنگیدند. در آنجا بود که این سربازان را «بیل زَن» نامیدند. چون آنها وقت زیادی را برای کندن و تعمیر ترانشه‌ها صرف کردند. با فرماندهی ارتشبد جان موناش، بیل زن‌های استرالیایی به پیروزی‌های بزرگی در واپسین نبردها در برابر امپراتوری آلمان دست یافتند و فرانسوی‌ها به خاطر کمک استرالیایی‌ها به پیروزی، قدردانی ماندگاری از آنها کردند.
نیروهای استرالیا همچنین در خاور میانه نیز حضور داشتند و در دفاع از کانال سوئز و پیروزی نیروهای متفقین در شبه‌جزیره سینا و فلسطین نقش مهمی ایفا کردند.

#### افسانه اَنزَک
سنت اَنزَک در شبه‌جزیره گالیپولی در ترکیه شکل گرفت.
با ورود سربازان استرالیایی به گالیپولی در ۲۵ آوریل ۱۹۱۵ یک رشته عملیات جنگی آغاز شد که ۸ ماه طول کشیدند و بیش از ۲۶٬۰۰۰ نفر تلفات داشتند. از میان این تلفات ۸۰۰۰ نفر کشته شدند یا به خاطر بیماری درگذشتند. شجاعت و روحیه این سربازان، افسانه اَنزَک را شکل داد و گزاره «Anzac» اَنزَک بخشی از زبان استرالیا و نیوزیلند شد.
در ۲۵ آوریل ۱۹۱۶ استرلیا، نیوزیلند، انگلستان، و نیروهای متحد در مصر، نخستین سالگرد ورود نیروهای استرالیایی به گالیپولی را گرامی داشتند. از آن پس، روز ۲۵ آوریل به عنوان روز اَنزَک شناخته می‌شود.
در دهه ۱۹۲۰ (میلادی) مراسم روز اَنزَک در سراسر استرالیا برگزار می‌شد و ایالت‌ها روز اَنزَک را تعطیل رسمی اعلام کردند.

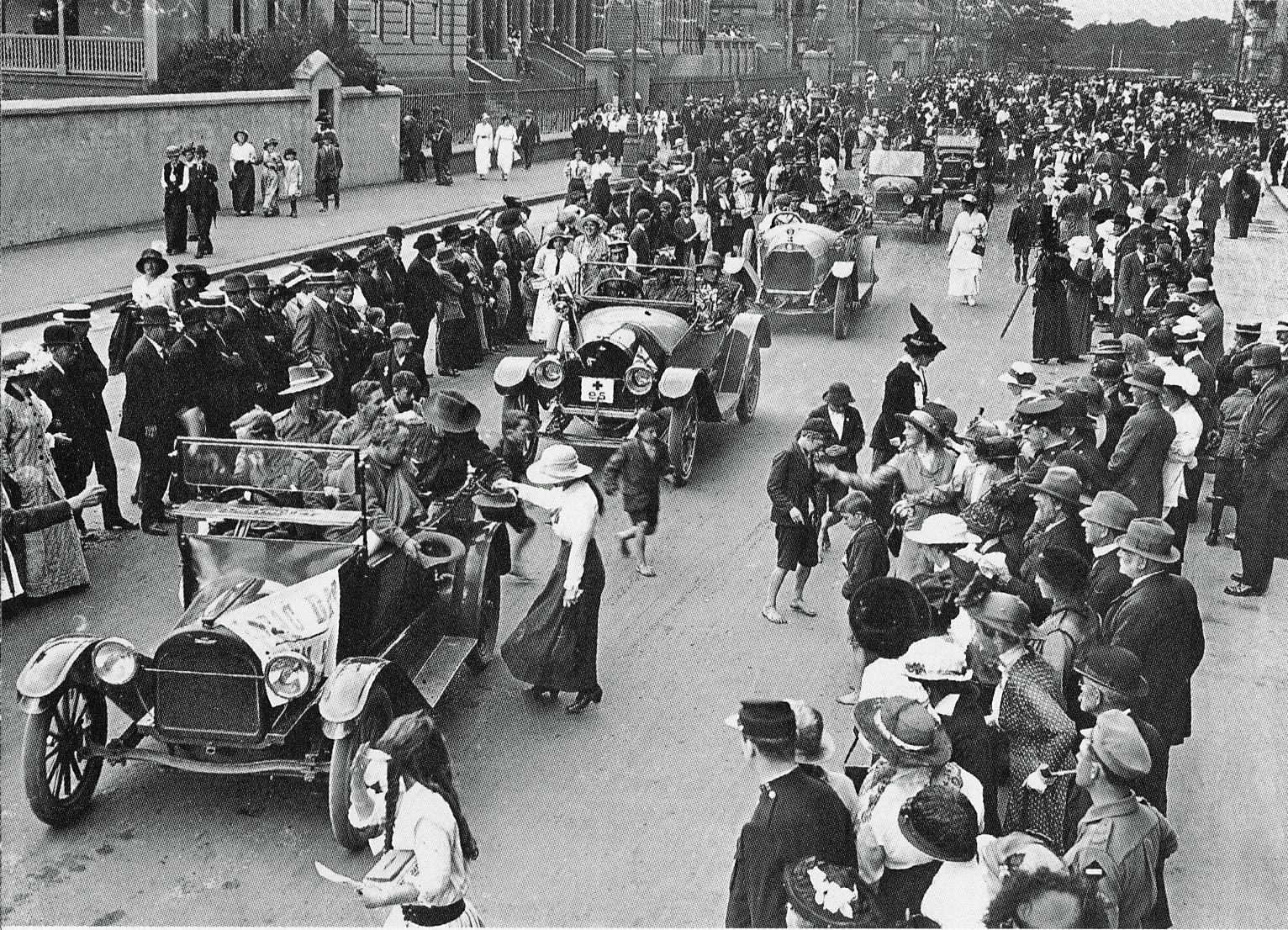
نخستین بزرگداشت روز اَنزَک در سیدنی (۲۵ آوریل ۱۹۱۶)

یادمان‌های بزرگ جنگ در مراکز ایالت‌ها ساخته شدند. بناهای تاریخی در شهرها و شهرستان‌ها در سراسر کشور، ادای احترام به مردان و زنانی هستند که در آن جنگ و درگیری‌های بعدی کشته شدند.
روز اَنزَک، روزی است که یاد همه آنهایی که در جنگ‌ها، درگیری‌ها، و ماموریت‌های صلح کشته شده و حس دوستی، پایداری در برابر مشکلات، و فداکاری آنان برای آیندگان این کشور، گرامی داشته می‌شود. این روز همچنین روزی برای تأمل در معانی مختلف جنگ است.
امروز، روز اَنزَک در استرالیا و سراسر جهان، جشن گرفته می‌شود. سربازان زن و مرد استرالیایی، صلح‌بانان، و کهنه سربازان کشورهای دیگر که از جنگ بازگشتند همگی با افتخار در رژه روز اَنزَک شرکت می‌کنند.

### رکود بزرگ (۱۹۲۹–۱۹۳۲)
در دوره رکود بزرگ، فشار بسیار زیادی به مردم استرالیا آمد. این رکود با سقوط بورس نیویورک در اکتبر ۱۹۲۹ آغاز شد. دلایل دیگر رکود در استرالیا سقوط قیمت کالاهای استرالیایی و ناآرامی‌ها در بخش صنعت به خاطر از دست رفتن کارها و درآمدها بودند. در میانه سال ۱۹۳۲ (میلادی) تقریباً ۳۲٪ استرالیایی‌ها بیکار بودند.
تأثیر رکود بر جامعه استرالیا ویرانگر بود. بدون کار و درآمد ثابت، بسیاری از مردم، خانه‌های خود را از دست دادند. آنها مجبور بودند در پناهگاه‌های موقت و بدون وسایل گرمایشی و بهداشتی زندگی کنند. برخی مردها خانواده خود را ترک کردند یا به الکلیسم رو بردند. بسیاری از کودکان طبقه کارگر، مدرسه را در ۱۳ یا ۱۴ سالگی ترک کردند. بسیاری از زنان در مشاغل سطح پایین کار کرده و به‌تنهایی از کودکان و خانه‌های خود مراقبت می‌کردند.
در زمان منتهی به رکود، دولت استرالیا برنامه‌ای برای پشتیبانی از بیکاران نداشت. به غیر از خیریه‌ها و برخی سازمان‌های خصوصی، مردم فقیر به فواید عامه و برنامه‌های استخدامی وابسته بودند. اقتصاد از ۱۹۳۲ دوباره بهبود یافت اما در بسیاری موارد، آسیب وارده به خانواده‌ها بهبود نیافت.
در دوره ررکود بزرگ، نقش اساسی خیریه‌ها و داوطلبان استرالیایی برجسته بود.

### جنگ جهانی دوم (۱۹۳۹–۱۹۴۵)
در جنگ جهانی دوم استرالیایی‌ها در جبهه نیروهای متحد علیه آلمان نازی در اروپا، مدیترانه، و شمال آفریقا جنگیدند. آنها همچنین در جنوب خاور آسیا و اقیانوس آرام نیز علیه امپراتوری ژاپن جنگیدند.
نیروهای استرالیایی در بیایان‌های شمال آفریقا در برابر محاصره طولانی مدت در برابر آلمان‌ها و ایتالیایی‌ها در شهر طبرق ایستادگی کردند که آخرین خط دفاعی در برابر نیروهای آلمانی در مصر بود. برای ۸ ماه طولانی، این مردان (که بیشترشان استرالیایی بودند) با زندگی در غارها و شکاف‌ها در برابر حملات سهمگین و شرایط دشوار، مقاومت کردند. عزم راسخ، شجاعت، و شوخ‌طبعی آنان، همراه با راهکنش تهاجمی فرماندهانشان، منبع الهام آنها در برخی از تاریک‌ترین روزهای جنگ بودند. آنها با این کار، به شهرت ابدی «The Rats of Tobruk» (به معنی "موش‌های طبرق") رسیدند.

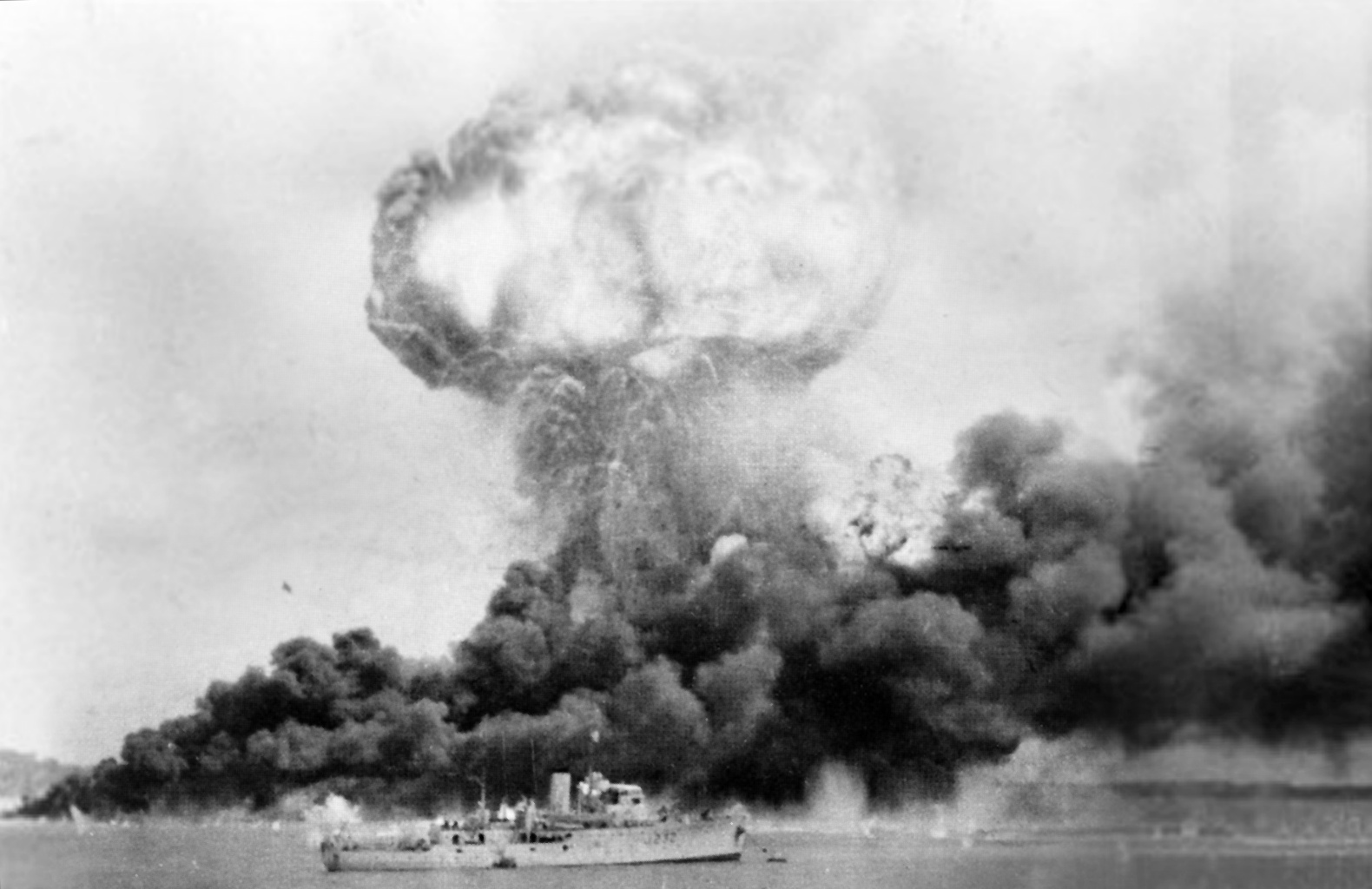
انفجار تانکر ذخیره نفت خام در نخستین حمله هوایی امپراتوری ژاپن به داروین (۱۹ فوریه ۱۹۴۲)

در ۱۹۴۱ (میلادی) امپراتوری ژاپن، جنگ در اقیانوس آرام را آغاز کرد. در پی آن، سربازان استرالیایی به دفاع از پاپوآ گینه نو برخاستند. این وظیفه به عهده سربازان ساده و سربازان وظیفه جوانی سپرده شد که آموزش نظامی کمی دیده بودند. آنها با دشمن در جنگل و در طول گذر پُر شیب و گلی جنگیدند که به راه کوکودا شناخته می‌شود. نیروهای استرالیایی جلوی پیشرفت ژاپنی‌ها را گرفتند. مانند خلیج کوچک اَنزَک در گالیپولی، راه کوکودا نیز تبدیل به زیارتگاهی برای برخی استرالیایی‌ها شده‌است.
در ۱۹۴۲ (میلادی) ژاپنی‌ها پایگاه بریتانیایی‌ها در سنگاپور را تصرف کردند. نزدیک به ۱۵٬۰۰۰ نفر از نیروهای استرالیایی در بین اسیرشدگان بودند که برای کار در ساخت راه‌آهن تایلند-برمه به کار گرفته شدند. در هنگام ساخت این راه‌آهن، خیلی از استرالیایی‌ها مورد رفتار بی‌رحمانه ژاپنی‌ها قرار گرفتند. بااینکه زندانیان استرالیایی از یکدیگر پشتیبانی می‌کردند اما بیش از ۲٬۷۰۰ نفر از آنان جان خود را از دست دادند.

### دیگر درگیری‌ها
مدت کوتاهی پس از جنگ جهانی دوم، از ۱۹۵۰ تا ۱۹۵۳ نیروهای مسلح استرالیا در قالب نیروی چند ملیتی سازمان ملل متحد برای جنگ برای دفاع از کره جنوبی در برابر نیروهای کمونیست کره شمالی فرستاده شدند.
کمی پس از آن استرالیا به کمک ایالات متحده آمریکا در پشتیبانی از دولت ویتنام جنوبی در برابر نیروهای کمونیست ویتنام شمالی پیوست تا دوباره این کشور را متحد کنند. جنگ ویتنام، همچنان بزرگترین تعهد نیروهای مسلح استرالیا از هنگام جنگ جهانی دوم است. حضور استرالیا در این جنگ از ۱۹۶۲ تا ۱۹۷۳ طولانی‌ترین جنگ استرالیا است. مشارکت استرالیا در این جنگ، جنجالی بود. بسیاری از استرالیایی‌ها با هدف نشان دادن مخالفت خود با جنگ و به‌ویژه، اعزام مردان جوان استرالیایی، به خیابان‌ها رفتند.
وزارت دفاع استرالیا همچنین در درگیری‌هایی در تیمور شرقی، عراق، سودان، و افغانستان شرکت کرده و در عملیات نیروهای صلح‌بان سازمان ملل متحد در بخش‌های زیادی از جهان در خاور میانه، و منطقه آسیا-اقیانوسیه حضور داشته‌است.

### روز بزرگداشت
مانند روز اَنزَک، استرالیایی‌ها یاد و خاطره کسانی را که در جنگ، خدمت کرده و درگذشته‌اند را در روز بزرگداشت، گرامی می‌دارند. در ساعت ۱۱ صبح روز ۱۱ نوامبر (روز پایان جنگ جهانی اول) هر سال، استرالیایی‌ها دست از کار می‌کشند تا فداکاری مردان و زنانی را که در جنگ‌ها شرکت کرده، کشته شده یا آسیب دیده‌اند را گرامی بدارند و لباس قرمز می‌پوشند.

## پناهندگان جنگ جهانی دوم

### پیش از جنگ و در میانه جنگ
در دوره بین دو جنگ جهانی، محدودیت شرایط ورود به استرالیا باقی ماند. بااینحال مهاجرت به استرالیا و به‌ویژه مردان از جنوب اروپا افزایش یافت. این مهاجران با خود مهارت‌های زیاد، تحصیل، و ارزش‌های فرهنگی خود را آوردند. آنها به توسعه صنایع مناطق روستایی کمک کردند و راه و راه‌آهن ساختند. سنگ‌تراشان باتجربه ایتالیایی، نقش مهمی در ساخت ساختمان‌های دولتی و مسکونی داشتند.
در پایان دهه ۱۹۳۰ (میلادی) پناهندگان یهودی اروپایی که از تهدید آلمان نازی می‌گریختند وارد استرالیا شدند. آنها از آلمان، اتریش، چکسلواکی، مجارستان، و لهستان می‌آمدند. بسیاری از آنان افرادی با تحصیلات عالی بودند و به پیشرفت اقتصاد و فرهنگ استرالیا کمک زیادی کردند.
نزدیک به ۱۸٬۰۰۰ سرباز ایتالیایی که در جنگ جهانی دوم به اسارت درآمدند در کمپ‌های اسرای جنگی در استرالیا نگه داشته شدند. آنها تنها برای مدت کوتاهی در کمپ ماندند و در این مدت به خوبی با آنها رفتار شد. بسیاری از این اسرا چیزهای زیادی دربارهٔ کشور و مردم استرالیا آموختند. پس از جنگ، بسیاری از آنان به عنوان مهاجر به استرالیا بازگشتند.

### پس از جنگ
پس از جنگ جهانی دوم، استرالیا برای افزایش جمعیت خود، مهاجرت از دیگر کشورهای اروپایی را تشویق کرد. میلیون‌ها نفر از آلمان نازی گریخته بودند یا چون اتحاد جماهیر شوروی سوسیالیستی کشورشان را اشغال کرده بود دیگر نمی‌توانستند به کشور خود بازگردند. نزدیک به ۱۷۰٬۰۰۰ نفر از آورگان جنگ به استرالیا رفتند تا زندگی تازه‌ای را آغاز کنند.

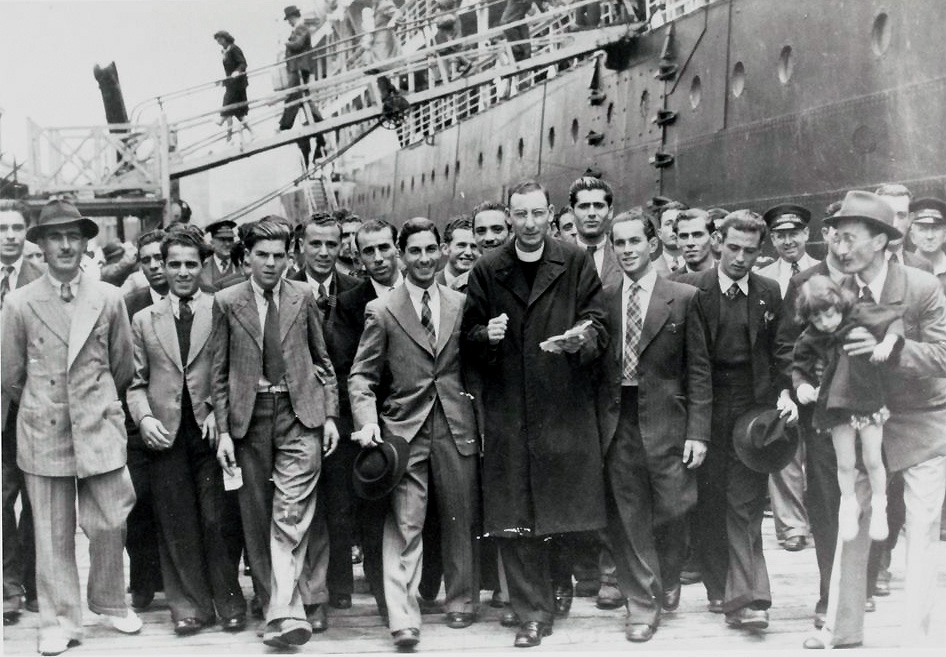
ورود مهاجران اهل مالت به سیدنی (۱۳ دسامبر ۱۹۴۸)

همچنین کمبود شدید نیروی کارگر وجود داشت. در آن هنگام، دولت استرالیا فکر می‌کرد رشد جمعیت برای آینده کشور، ضروری است. مهاجران بالغ و سالم که کمتر از ۴۵ سال سن داشتند با داشتن ۱۰ پوند استرالیا می‌توانستند به استرالیا مهاجرت کنند و برای فرزندان آنها رایگان بود. اما همچنان مهاجرت به ملیت‌های اروپایی و بریتانیایی محدود بود.

## طرح برق آبی کوه‌های برفی
در سال ۱۹۴۹ (میلادی) دولت استرالیا کار بر روی یک طرح جسورانه برای ذخیره آب‌های رودخانه برفی، پیش از ریختن به دریا در خاور ایالت ویکتوریا را آغاز کرد. آب این رود برای آبیاری و تولید برق آبی، به جای دریا به درون خشکی، تغییر مسیر داده شد. این کار، یک پروژه بزرگ ۲۵ ساله بود.
طرح برق آبی کوه‌های برفی، بزرگترین پروژه مهندسی در استرالیا است. همچنین یکی از بزرگترین طرح‌های برق آبی در جهان است و به عنوان یکی از عجایب مدرن مهندسی عمران شناخته می‌شود.
طرح برق آبی کوه‌های برفی در پارک ملی کوزیوسکو در ایالت نیو ساوث ویلز قرار دارد. این طرح، ۱۶ سد بزرگ، ۷ نیروگاه برق، یک ایستگاه پمپ، و ۲۲۵ کیلومتر تونل، لوله، و قنات را دربرمی‌گیرد. بیشتر این تأسیسات، زیرزمینی هستند.
طرح برق آبی کوه‌های برفی، نیاز اساسی آب برای کشتزارهای نیو ساوث ویلز و ویکتوریا را تأمین می‌کند. همچنین نیروگاه‌های آن، تا ۱۰٪ برق نیو ساوث ویلز را تولید می‌کنند.
کار روی این طرح در ۱۹۴۹ آغاز و در ۱۹۷۴ (میلادی) پایان یافت. بیش از ۱۰۰٬۰۰۰ نفر از بیش از ۳۰ کشور در این پروژه کار می‌کردند و ۷۰٪ آنان مهاجر بودند. پس از پایان پروژه، بیشتر کارگران اروپایی در استرالیا ماندند و به مشارکت ارزشمند خود در جامعه چندفرهنگی استرالیا ادامه دادند.
طرح برق آبی کوه‌های برفی نماد مهمی از هویت استرالیا به عنوان یک کشور مستقل، چندفرهنگی، و کاردان است.

## رفتار با بومیان جزیره استرالیا و جزیره‌نشینان تنگه تورس
در دهه‌های ۱۹۴۰ و ۱۹۵۰ (میلادی) سیاست دولت استرالیا برای بومیان جزیره استرالیا و جزیره‌نشینان تنگه تورس، جذب آنان بود. به این معنی که به بومیان جزیره استرالیا و جزیره‌نشینان تنگه تورس گفتند آنها باید همانند مردم غیر بومی زندگی کنند. این کار، جواب نداد زیرا آنان نمی‌خواستند فرهنگ سنتی خود را فراموش کنند.
در دهه ۱۹۶۰ (میلادی) سیاست دولت به ادغام، تغییر کرد. در دهه ۱۸۵۰ بیشتر مردان، حق رای بدست آوردند اما حق رای کشورهای همسود تا پیش از ۱۹۶۲ به همه بومیان داده نشد. به عنوان بخشی از این ادغام، به بومیان، آزادی مدنی داده شد اما دولت هنوز انتظار داشت که آنان خود را با فرهنگ غیر بومی سازگار کنند.
در سال ۱۹۶۷ (میلادی) در یک همه‌پرسی تاریخی، بیش از ۹۰٪ مردم استرالیا به در نظر گرفتن بومیان جزیره استرالیا و جزیره‌نشینان تنگه تورس در سرشماری ۵ سالانه جمعیت و خانوار استرالیا رای آری دادند. این نشان داد که در آن هنگام بخش بزرگی از استرالیایی‌ها فکر می‌کردند بومیان جزیره استرالیا و جزیره‌نشینان تنگه تورس باید حقوقی برابر با دیگران داشته باشند.
این گسترش ارزش‌های اجتماعی و اعتراض شدید بومیان، منجر به پذیرش حق تعیین سرنوشت به عنوان یک اصل اساسی در سیاست‌گذاری برای بومیان جزیره استرالیا و جزیره‌نشینان تنگه تورس شد. دولت استرالیا اهمیت بومیان جزیره استرالیا و جزیره‌نشینان تنگه تورس در توسعه سیاسی، اقتصادی، اجتماعی، و فرهنگی آنان را به رسمیت شناخت.
اعتراض‌ها به حق مالکیت زمین در دهه ۱۹۶۰ (میلادی) با اعتصاب گاریندجی و وِیو هیل (به انگلیسی: Wave Hill) در قلمروی شمالی، مورد توجه عمومی قرار گرفتند. بومیان ذی‌نفع به رهبری وینسنت لینگیاری در اعتراض به دستمزد و شرایط کاری، دست از کار در گاوداری کشیدند. این حرکت آنان، راه را برای ادی موبو و دیگران برای مبارزه برای حق مالکیت زمین باز کرد.

بر پایه لایحه حق بومیان بر مالکیت زمین (قلمروی شمالی) ۱۹۷۶ بخشی از زمین‌های صحرای استرالیا به مالکیت بومیان استرالیا درآمدند. در اوایل دهه ۱۹۹۰ (میلادی) تصمیم دادگاه عالی در پرونده مابو و لایحه عنوان بومی ۱۹۹۳ ادعای بومیان جزیره استرالیا و جزیره‌نشینان تنگه تورس بر مالکیت زمین بر پایه آداب و رسوم سنتی آنان را به رسمیت شناختند. بخش فزاینده‌ای از سرزمین استرالیا مشمول قانون عنوان بومی می‌شود. در این مناطق، جنبه‌های جامعه سنتی ادامه دارند.
در مه ۱۹۹۷ گزارش "آنها را به خانه بازگردانید" به مجلس استرالیا ارائه شد. این گزارش، نتیجه بررسی جدا کردن شمار زیادی از فرزندان بومیان جزیره استرالیا و جزیره‌نشینان تنگه تورس از خانواده‌هایشان بود. از این کودکان به «نسل دزدیده شده» یاد می‌شود. در نتیجه این گزارش، هزاران استرالیایی با راهپیمایی در نخستین «National Sorry Day» (به معنی "روز ملی پوزش‌خواهی") پشتیبانی خود از هموطنان بومی اعلام کردند.

## پوزش ملی از نسل دزدیده شده (۲۰۰۸)
در ۱۳ فوریه ۲۰۰۸ مجلس استرالیا یک مراسم ملی در پوزش‌خواهی از نسل دزدیده شده در مجلس، برگزار کرد و از طرف همه استرالیایی‌ها سخن گفت. نخست‌وزیر استرالیا (کوین راد) از رفتاری که با بومیان جزیره استرالیا و جزیره‌نشینان تنگه تورس در گذشته شده و به‌ویژه به خاطر جدا کردن فرزندان از والدینشان پوزش خواست.
این سخنرانی از شبکه‌های تلویزیونی و رادیویی پخش شد. هزاران نفر از استرالیایی‌ها در مکان‌های عمومی و محل کارشان گرد هم آمدند تا به سخنرانی پوزش‌خواهی گوش دهند. در این سخنرانی، بی‌عدالتی‌های گذشته نام برده شدند و رسماً از آنها پوزش خواسته شد. این کار، گام مهمی در بهبود روابط با بومیان جزیره استرالیا و جزیره‌نشینان تنگه تورس و اطمینان دادن به این بود که چنین بی‌عدالتی هرگز تکرار نخواهد شد. سخنرانی «پوزش» گام مهم رو به جلو برای همه استرالیایی‌ها بود.
امروز سهم ارزشمند مشارکت بومیان جزیره استرالیا و جزیره‌نشینان تنگه تورس در هویت استرالیایی به رسمیت شناخته شده و به‌طور گسترده‌ای جشن گرفته می‌شود. بسیاری از بومیان جزیره استرالیا و جزیره‌نشینان تنگه تورس، موقعیت‌های برجسته‌ای در جامعه استرالیا مانند نظام قضایی، سیاست، هنر، و ورزش دارند.

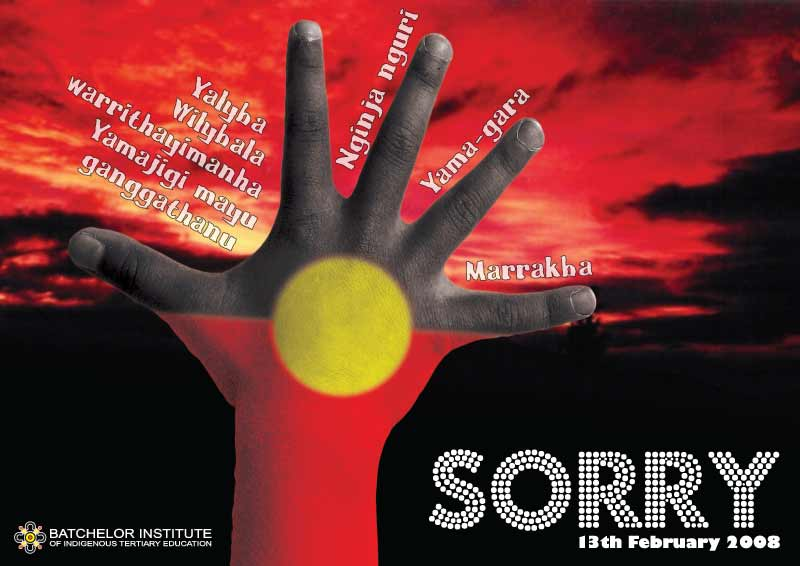
پوستر نخستین روز ملی پوزش‌خواهی (۲۰۰۸)

## مهاجرت چندفرهنگی
در دهه‌های ۱۹۵۰ و ۱۹۶۰ یک جنبش رو به گسترش از آسیایی‌ها، مسیحیان، و دیگر گروه‌ها پدید آمد تا به سیاست استرالیای سفید پایان دهد.
در سال ۱۹۵۸ (میلادی) دولت استرالیا اجبار به قبولی در آزمون دیکته را پایان داد و در ۱۹۶۶ (میلادی) مهاجرت انتخابی غیر اروپایی و آسیایی‌های دارای مهارت را آغاز کرد. در نهایت، همه استرالیایی‌ها در همه جا ارزش درج همه کشورها در برنامه مهاجرت را به رسمیت شناختند.
در ۱۹۷۳ (میلادی) سیاست استرالیای سفید پایان یافت و کشور در مسیر جامعه چندفرهنگی قرار گرفت. از آن هنگام به بعد دولت استرالیا همه معیارهای نژادی برای مهاجرت را برداشته است. در ۱۹۷۵ (میلادی) پس از جنگ ویتنام، استرالیا شمار چشمگیری از مهاجران و پناهندگان آسیایی (بیشتر از ویتنام، چین، و هند) را پذیرفت.
از ۱۹۴۵ (میلادی) میلیون‌ها نفر از جمله پناهندگان کشورها ویران شده با جنگ به استرالیا آمده‌اند. امروز، مهاجران از سراسر جهان به استرالیا می‌آیند.
استرالیا سیاست فعالانه‌ای برای ادغام دارد که هر کس از هر نژاد، قومیت، یا فرهنگ، خود را بخشی از جامعه احساس کند. این سیاست در همه بخش‌های جامعه استرالیا از جمله سیاست‌گذاری دولت، جریان دارد. این سیاست در برنامه آموزش درسی از کودکی تا دانشگاه گنجانده شده و در هر محل کاری اجرا می‌شود.
کمیسیون حقوق بشر استرالیا و سازمان‌های ضد تبعیض دولتی در هر ایالت و قلمرو از حق رفتار برابر با هر شخص و بدون تبعیض، دفاع می‌کنند. تبعیض نژادی، علناً محکوم است و بر پایه قانون، بزه انگاشته می‌شود.
استرالیا به یک جامعه چندفرهنگی با حس هماهنگی و پذیرش تبدیل شده و کشوری است که مهاجران، بومیان، و هر کسی که در خاک این کشور، زاده می‌شود می‌تواند با خیال راحت، آرمان‌های خود را دنبال کند.